# Càncer
|  | Aquest article tracta sobre la malaltia. Vegeu-ne altres significats a «Càncer (desambiguació)». |

El càncer (en termes mèdics, «neoplàsia maligna») és un tipus de malaltia en què un grup de cèl·lules desenvolupen un creixement descontrolat (es divideixen més enllà dels límits normals), invasió (intrusió i destrucció dels teixits adjacents) i a vegades metàstasis (s'estenen a altres punts del cos a través de la limfa o la sang). Aquestes tres propietats malignes dels càncers els distingeixen dels tumors benignes, que s'autolimiten i ni envaeixen ni metastatitzen. La majoria de càncers formen un tumor, però alguns, com per exemple les leucèmies, no ho fan. La branca de la medicina que s'ocupa de l'estudi, el diagnòstic, el tractament i la prevenció del càncer és l'oncologia. Alguns tipus de càncer són el càncer colorectal, el càncer de còlon, el càncer de fetge, el càncer de mama, el càncer de pàncrees, el càncer de pell (melanoma), el càncer de pròstata, el càncer d'ovari, el càncer de pulmó o la leucèmia.
Els càncers poden afectar gent de totes les edats, fins i tot els fetus, però en la majoria de tipus de càncer, el risc augmenta amb l'edat. El càncer provoca aproximadament una de cada sis defuncions. Segons la Societat Americana del Càncer, 7,6 milions de persones moriren de càncer arreu del món durant l'any 2007. El càncer pot afectar tots els animals.
Gairebé tots els càncers són provocats per anormalitats en el material genètic de les cèl·lules transformades. Aquestes anormalitats poden ser degudes als efectes de carcinògens, com per exemple el fum de tabac, radiacions, substàncies químiques o agents infecciosos. Altres anormalitats genètiques que promouen càncer es poden adquirir aleatòriament per culpa d'errors en la replicació de l'ADN, o són heretades i, per tant, estan presents a totes les cèl·lules des del naixement. L'heretabilitat dels càncers sol estar afectada per interaccions complexes entre carcinògens i el genoma de l'hoste. Molts aspectes nous de la genètica de la patogènesi del càncer, com ara la metilació de l'ADN i els microARN, cada vegada són considerats més importants.
Les anormalitats genètiques que es donen en el càncer afecten típicament dues classes generals de gens. Els oncogens promotors del càncer solen estar activats en les cèl·lules canceroses, donant-los noves propietats com per exemple un creixement i una divisió hiperactius, una protecció contra la mort cel·lular programada, una pèrdua del respecte pels límits normals entre teixits i la capacitat d'establir-se en medis tissulars diversos. Els gens supressors tumorals estan mutats a les cèl·lules canceroses, provocant la pèrdua de funcions normals en aquestes cèl·lules, com ara una replicació d'ADN adequada, el control del cicle cel·lular, l'orientació i l'adhesió dins dels teixits i la interacció amb les cèl·lules protectores del sistema immunitari. Entre ells destaquen els gens Ras, TP53 i Rb.
Les cèl·lules normals utilitzen la fosforilació oxidativa per obtenir energia de la glucosa, mentre que les canceroses ho fan mitjançant la glicòlisi anaeròbica, un fenomen descobert per Otto Heinrich Warburg l'any 1931.
El diagnòstic sol requerir una examinació histològica d'un espècimen de biòpsia de teixit per part d'un patòleg, tot i que els primers indicis d'una malignitat poden ser símptomes o anormalitats a les radiografies. La majoria de càncers es poden tractar, i alguns es poden curar, segons el tipus, ubicació i l'estadi. Una vegada diagnosticat, el càncer se sol tractar amb una combinació de cirurgia, quimioteràpia i radioteràpia. A mesura que es desenvolupa la recerca, els tractaments es van tornant més específics per les diferents varietats de càncer. Hi ha hagut avenços significatius en el desenvolupament de medicaments de teràpia dirigida que actuen específicament sobre anormalitats moleculars detectables en certs tumors, i que minimitzen els danys a les cèl·lules normals. El pronòstic dels pacients de càncer depèn principalment del tipus de càncer, així com l'estadi, o avenç, de la malaltia. A més, el grau histopatològic del càncer i la presència de marcadors moleculars específics també poden resultat útils per establir un pronòstic, així com per determinar els tractaments individuals.

## Classificació
Els càncers es classifiquen segons el tipus de cèl·lula que més s'assembla al tumor i, per tant, el teixit que se suposa que ha originat el tumor. Això es relaciona amb la histologia i la ubicació, respectivament. Alguns exemples de categories generals són:
- Carcinoma: tumors malignes derivats de cèl·lules epitelials. Aquest grup són els càncers més comuns, incloent-hi les formes comunes de càncer de pit, de pròstata, de pulmó i de còlon.
- Sarcoma: tumors malignes derivats de teixit connectiu, cèl·lules mesenquimàtiques.
- Limfoma i leucèmia: malignitats derivades de cèl·lules hematopoètiques (que formen la sang).
- Tumor de cèl·lules germinals: tumors derivats de cèl·lules totipotents. En els adults, sovint es donen als testicles i ovaris; en els fetus, els bebés i els infants es donen sobretot a la línia mediana del cos, especialment a l'extrem del còccix. En els cavalls els teratomes placentaris són relativament freqüents[11] i rares vegades metastatitzen el poltre durant la gestació.[12]
- Tumor blàstic o blastoma: un tumor (generalment maligne) que s'assembla al teixit immadur o embrionari. Molts d'aquests tumors són especialment comuns en els infants i alguns tenen el seu origen en mutacions al gen supressor de tumors p53.[13][14]

Els tumors malignes (càncers) solen ser anomenats utilitzant els sufixos -carcinoma, -sarcoma o -blastoma, i utilitzant el nom llatí o grec de l'òrgan d'origen com a arrel. Per exemple, un càncer del fetge rep el nom d'hepatocarcinoma; un càncer de les cèl·lules del teixit adipós és un liposarcoma. Pels càncers més comuns, s'utilitza el nom en català. Per exemple, el tipus més comú de càncer de pit és anomenat carcinoma ductal del pit o carcinoma ductal mamari. Aquí, l'adjectiu "ductal" es refereix a l'aspecte que presenta el càncer al microscopi, que és similar als ductes mamaris normals.
Els tumors benignes (els que no són càncers) són anomenats utilitzant el sufix -oma i el nom de l'òrgan com a arrel. Per exemple, un tumor benigne del múscul llis de l'úter rep el nom de leiomioma (el nom comú d'aquest tumor freqüent és "fibroide") ì un dermatofibroma és una lesió proliferativa fibrósa cutània que molt escasses vegades es malignitza. Malauradament, alguns càncers també utilitzen el sufix -oma, com per exemple els melanomes i els seminomes. Hi ha altres excepcions a aquestes regles sobre els sufixos. Per exemple: el nevus (un tumor benigne dels melanòcits, la mola hidatiforme (tumor benigne de les cèl·lules placentàries) o la leucèmia (un càncer dels limfòcits o dels seus precursors en el moll d'os).
Les lesions precanceroses són les que mostren signes indicatius d'una possible malignització, entre elles la leucoplàquia i la eritroplàquia. Apareixen, per exemple, en la mucosa de la cavitat bucal o el cèrvix.

## Característiques

### Morfologia
Les cèl·lules tumorals tenen una morfologia alterada que depèn de la diferenciació i de l'anaplàsia.
La diferenciació cel·lular d'un tumor és el grau en el que les cèl·lules parenquimatoses es pareixen a les cèl·lules normals de les que procedeixen, tant morfològicament com funcional. Generalment els tumors benignes estan ben diferenciats i els càncers varien des de ben diferenciats a indiferenciats.
L'anaplàsia és l'absència de diferenciació que comporta a una falta d'especialització o de funció cel·lular i generalment com més anaplàsic sigui un càncer més alta és la seua velocitat de creixement.

### Creixement tumoral
El creixent tumoral o la proliferació de cèl·lules tumorals té les següents característiques:
- Accelerat, per un augment de la divisió cel·lular que fa que les cèl·lules tumorals es troben en continu cicle cel·lular amb un excés de proliferació cel·lular.
- Descontrolat, a causa del fet que no es deixa influir pels factors de creixement ni altres estímuls externs.
- Autònom: La divisió cel·lular és independent i no està coordinada amb la resta de cèl·lules del seu entorn.
- Escapa al sistema immunitari que reconeix a les cèl·lules tumorals com a pròpies.
- Inhibició dels processos de mort: Les cèl·lules tumorals mai no entren en apoptosi[24] o mort cel·lular programada.

### Invasió local
La invasió és la capacitat que tenen les cèl·lules tumorals d'infiltrar-se o penetrar en els teixits normals i en els vasos sanguinis i amb freqüència -no en tots els casos- produir metàstasis. La invasió no és deguda solament a la pressió del creixement tumoral, sinó a característiques fenotípiques que adquireixen les cèl·lules canceroses. Els pilars sobre els que es basa la invasió són:
- Angiogènesi o neovascularització: És la capacitat de formar nous vasos sanguinis mitjançant la secreció de factors de creixement com el factor de creixement de l'endoteli vascular (FCEV). Els nous vasos són indispensables per a la nutrició de les cèl·lules tumorals i per a poder metastatitzar.[26][27]
- Adherència: És l'anclatge de la cèl·lula tumoral mitjançant l'adquisició de receptors específics a la membrana basal i a la matriu extracel·lular. Aquests receptors són per a integrines, molècules d'adhesió cel·lular i cadherines.[28]
- Proteòlisi: És la destrucció de la membrana basal i de la matriu cel·lular mitjançant la secreció d'enzims, com les col·lagenases, que destrueixen el col·lagen i així poder obrir-se camí entre aquestes estructures.
- Mobilitat: És la migració o locomoció de les cèl·lules malignes a través de la matriu cel·lular per a arribar a un vas sanguini o limfàtic, intravasar-se, ser transportades pel corrent sanguini fins a capil·lars distants, extravasar-se i migrar una certa distància per iniciar la formació d'una nova colònia (metàstasi).

### Metàstasi
La metàstasi és la disseminació a òrgans distants del tumor primari maligne. Succeeix generalment per via sanguínia o limfàtica. Un carcinoma molt freqüent que gairebé mai metastatitza (tan sols el 0,0028-0,55% de tots els casos ho fa) és el de cèl·lules basals, sent el cap i el coll les zones on les seves metàstasis apareixen més sovint.

## Biologia molecular del càncer

### Carcinogènesi
La carcinogènesi és la formació del càncer mitjançant els carcinògens o també malalties genètiques.

### Genètica
El càncer és una malaltia genètica produïda per la mutació de determinats gens en una cèl·lula determinada i que adquireix les característiques del càncer. Aquests gens pertanyen a tres categories principals:
- Oncògens: Són gens mutats que procedeixen d'altres anomenats protooncògens[38] encarregats de la regulació del creixement cel·lular.[39]
- Gens supressors tumorals: Són els encarregats de detenir la divisió cel·lular i de provocar l'apoptosi.[40] Quan aquests gens muten la cèl·lula es divideix sense control.[41]
- Gens de reparació de l'ADN: Quan el sistema de reparació és defectuós com a resultat d'una mutació adquirida o heretada, la taxa d'acumulació de mutacions en el genoma s'eleva a mesura que es produeixen divisions cel·lulars. Segons el grau en què aquestes mutacions afecten els oncògens i als gens supressors tumorals, augmentarà la probabilitat de patir neoplàsies malignes.[42]

### Naturalesa clonal
Els càncers s'originen a partir d'una cèl·lula única després de múltiples mutacions (de cinc a deu) en el genotip perquè es transforme en un fenotip maligne en el transcurs de diversos anys, donant lloc a un clon de cèl·lules que és el tumor.

## Nomenclatura
Tots els tumors, benignes i malignes tenen dos components bàsics en la seua estructura:
- Les cèl·lules neoplàstiques proliferants que constitueixen el parènquima.
- El seu estroma de sosteniment, constituït pel teixit connectiu i vasos sanguinis.

La nomenclatura oncològica es basa en el component parenquimatós. Segons el comportament dels tumors:

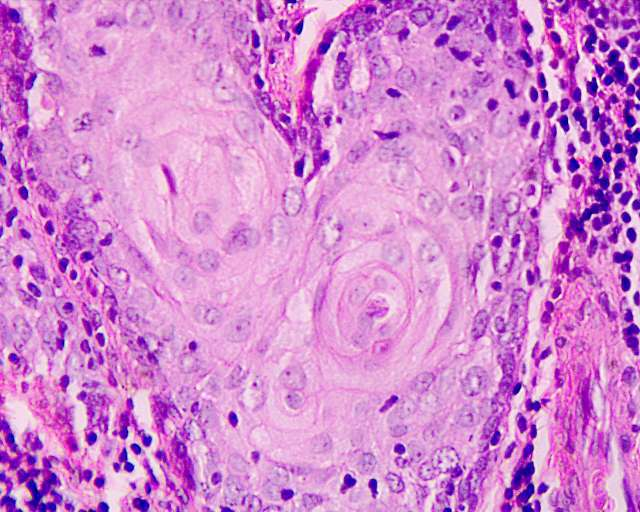
Carcinoma de laringe

- Carcinomes: S'originen a l'epiteli que és el recobriment de les cèl·lules del seu òrgan. Els carcinomes constitueixen el tipus més comú de càncer. Llocs comuns de carcinomes són la pell, la boca, el pulmó, la mama, l'estómac, el còlon i l'úter.
- Sarcomes: Del grec sar, "carnós", originats en el teixit connectiu i de suports (teixits tous), o mesoderma. Els sarcomes es troben a qualsevol lloc del cos i freqüentment formen creixements secundaris en altres òrgans o teixits.[44] Per exemple: fibrosarcoma[45] mixosarcoma,[46] liposarcoma, condrosarcoma, osteosarcoma, angiosarcoma,[47] limfangiosarcoma (síndrome de Stewart-Treves),[48] sinoviosarcoma,[49] mesotelioma (teixit pleural), leiomiosarcoma,[50] rabdomiosarcoma.[51]
- Gliomes: De les cèl·lules glials, així afecten al cervell o la medul·la espinal.
- Leucèmies: De la sang. Afecten la línia mieloide (és a dir, afecten els granulòcits, monòcits i/o mastòcits); començant en aquests mateixos grups cel·lulars o algun progenitor comú.[52]
- Limfomes. Sorgeixen en línia limfocítica (És a dir, afectant els limfòcits) o qualsevol progenitor comú; o que afecten altres línies cel·lulars com les de les cèl·lules presentadores d'antígens (CPA), diversos tipus de macròfags, o qualsevol progenitor comú.[53]
- Teratoma immadur.
- Tumors de cèl·lules germinals: Derivats de cèl·lules pluripotents, més sovint presentades al testicle o a l'ovari (seminoma i disgerminoma,[54] respectivament).
- Blastomes: Derivats de cèl·lules "precursores" immadures o teixit embrionari. Els blastomes són generalment, però no sempre, més freqüents en nens que en adults més grans.

## Diagnòstic

### Biòpsia
El diagnòstic del càncer es basa indispensablement en la pressa d'una biòpsia del tumor per tal de fer un estudi histològic amb el seu grau de diferenciació i d'invasió, i per un estudi molecular per a determinar els seus marcadors biològics i genètics. Cap diagnòstic de càncer és vàlid si no està basat en l'estudi d'una biòpsia i, per tant, el personal mèdic farà tot els esforços per aconseguir una mostra de teixit vàlida per a confirmar el diagnòstic de càncer davant la persistència de la sospita clínica. La biòpsia líquida o biòpsia de fluid, és una tècnica de diagnòstic i seguiment del càncer menys invasiva que la biòpsia convencional. Consisteix en una anàlisi de sang que permet confirmar o descartar la presència de cèl·lules canceroses a la sang i, si es troben en ella, analitzar l'ADN de les mateixes per personalitzar o adaptar el tractament oportú. La pràctica regular d'aquest procediment pot ser emprada per monitorar l'evolució dels pacients amb risc de recidiva.
El tractament, cada dia va innovant més; la Vanguardia afirma que hi ha una nova forma de detectar el càncer més aviat, mitjançant una biopsia líquida. |url=https://www.lavanguardia.com/vida/salud/20240216/9518304/tecnica-detectar-cancer-mejorar-tratamiento-brl.html%7C%5BEnllaç+no+actiu%5D

### Estadificació
Determina l'extensió de la malaltia cancerosa basada en el concepte de què el càncer s'estén espacialment en el cos en tres nivells que són el local, regional i a distància. Existeixen dos tipus d'estadificció que són:
- L'estadificació del càncer clínica basada en l'exploració física, les radiografies, la tomografia computada, la RMN, la gammagrafia i altres tècniques d'imatge.
- L'estadificació del càncer anatomopatològica o quirúrgica que consisteix en l'anàlisi histològica de tots els teixits extirpats durant la cirurgia, que pot tenir lloc durant l'extirpació definitiva del tumor primitiu o com un procediment a part de l'estadiatge clínic.

El sistema d'estadiatge TNM (tumor, node -gangli- i metàstasi) és el més emprat. Es valora la malaltia local (mida del tumor), regional (nombre de ganglis afectats per ell) i disseminació a distància (presència de metàstasis o no). El TNM fou codificat per la International Union Against Cancer i el American Joint Committee on Cancer.

## Tractament
Es basa en tres pilars bàsics: cirurgia, quimioteràpia i radioteràpia. Existeix una quarta via anomenada teràpia biològica que inclou l'hormonoteràpia, immunoteràpia, i noves dianes terapèutiques no citotòxiques. El tractament del càncer és multidisciplinari on la cooperació entre els diferents professionals que intervenen (cirurgians, oncòlegs mèdics i oncòlegs radioterapeutes), és de màxima importància per a la planificació del càncer del tractament; sense oblidar el consentiment informat del pacient.
En el pla de tractament cal que definir si el tractament serà amb intenció curativa o amb intenció pal·liativa.
La resposta al tractament pot ser:
- Completa: Si s'ha produït la desaparició de tots els signes i símptomes de la malaltia.
- Parcial: Si existeix una disminució major del 50% en la suma dels productes dels diàmetres perpendiculars de totes les lesions mesurables.
- Objectiva: És la resposta completa o parcial.
- Progressió: Si apareix qualsevol lesió nova o existeix un augment major del 25% en la suma dels productes dels diàmetres perpendiculars de totes les lesions mesurables.
- Estable: Si existeix creixement o reducció del tumor que no compleix cap dels criteris anteriors.

Quan no és possible la mesura de les lesions, els marcadors tumorals són útils per valorar la resposta al tractament.

## Pronòstic
A partir de la dècada de 1990 i amb les tècniques terapèutiques disponibles, el càncer és curable en aproximadament el 50% dels pacients diagnosticats. El pronòstic del càncer depèn sobretot de:
- La localització anatòmica del tumor primari.
- Del tipus histològic amb el seu grau de diferenciació cel·lular, les seues característiques biològiques i citogenètiques.
- De l'estadi del càncer o extensió de la malaltia.
- L'edat del pacient.
- L'estat funcional o la reserva fisiològica del pacient.

## Prevenció
Encara que la causa del càncer és desconeguda en molts casos i multifactorial en altres, es coneixen uns factors de risc, que augmenten la probabilitat de contreure càncer i que deurien evitar-se, com per exemple el tabac. S'estima que fins a un 50% dels càncers podrien ser evitables.

### Prevenció primària
- Educació i hàbits saludables:

1. Deixar de fumar: Salva i perllonga la vida, més que qualsevol activitat de Salut pública.[61]
2. Dieta saludable.
3. Evitar l'exposició al sol.[62]

- Quimioprevenció: És la utilització de determinats agents químics, naturals o sintètics, per revertir, suprimir o impedir la carcinogènesi abans del desenvolupament d'una neoplàsia maligna.
- Quimioevitació: És l'evitació de determinats agents químics cancerígens o dels que no es té la seguretat que no provoquen càncer.
- Vacunació: Les vacunes per determinats virus, poden prevenir determinats tipus de càncer. Per exemple la vacunació universal contra l'hepatitis B, pot reduir la incidència de hepatoma.

### Prevenció secundària
És la detecció precoç del càncer en individus asimptomàtics, amb l'objectiu de disminuir la morbiditat i la mortaldat.

## Epidemiologia del càncer

### Mortalitat
El càncer és la segona causa principal de mort després de les malalties cardíaques (21% en les dones i 32% en els homes). Tanmateix, les morts per malalties cardiovasculars estan reduint-se, mentre que les morts per càncer estan augmentant. S'estima que al llarg del segle xxi, el càncer sigui la primera causa de mort als països desenvolupats. Malgrat açò, s'ha produït un augment en la supervivència dels pacients amb càncer.
El 2012 hi havia 107.778 persones diagnosticades amb càncer. L'augment anual de supervivents frega l'1,5%

### Factors de risc
El principal factor de risc és l'edat, ja que dues terceres parts de tots els càncers succeeixen en persones majors de 65 anys. El segon factor de risc és el tabaquisme, seguit per la dieta inadequada, la manca d'exercici físic, l'exposició solar excessiva, l'abús de l'alcohol i altres estils de vida poc saludables.

### Incidència
La incidència a l'Estat espanyol és de 150.000 casos/any (90.000 casos en homes i 60.000 casos en dones), que majoritàriament són càncers de pell que són relativament fàcils de curar. Són de fet una de les principals causes de mort. Les localitzacions d'aquests trastorns, no tegumentaris, són segons la freqüència de casos:
- En homes: pròstata, pulmó i colorectal[69]
  - Essent segons mortalitat: pulmó, colorectal i pròstata[70]
- En dones: mama, colorectal i pulmó[71]
  - Essent segons mortalitat: mama, colorectal i pulmó[70]

Entre els càncers que tenen una molt baixa incidència en la població general (≤ casos/100.000 individus/any) es poden esmentar, per exemple, l'adamantinoma, el càncer de mama masculí el carcinoma NUT (nuclear protein in testis) de pulmó i el sarcoma alveolar de parts toves.